# Oh Seung-hoon
Oh Seung-hoon (en hangul, 오승훈) (Seúl, Corea del Sur, 11 de febrero de 1991) es un actor de televisión, cine, teatro y modelo surcoreano.

## Biografía
Oh nació el 11 de febrero de 1991 en la ciudad de Seúl, Corea del Sur. 
Se graduó de la Universidad de Kyung Hee y comenzó su carrera como modelo en 2014. 

## Carrera
Es miembro de la agencia Namoo Actors. Previamente fue miembro de la agencia Just Entertainment (저스트엔터테인먼트).
Su debut como actor se produjo en 2015, con un papel secundario en la película independiente Your Season. 
En 2016, Oh apareció en un cortometraje titulado Battle, así como también en la obra teatral Let Me In. 
En 2017, interpretó roles secundarios en los dramas Defendant y Doubtful Victory. 
Más tarde ese mismo año, Oh obtuvo su primer papel protagonista en la película de drama y suspenso psicológico Method, donde interpretó al joven idol Young-woo. Por esta actuación ganó un Chunsa Film Art Award en la categoría de mejor actor nuevo, y un Wildflower Film Award en la misma categoría. También fue nominado a un Buil Film Award, y a un Grand Bell Award. En 2017 también apareció en el filme Monsters y en las obras teatrales M. Butterfly y Bad Magnet.

## Filmografía

### Televisión
| Año   | Título                                  | Personaje       | Notas      | Ref.  |
| ----- | --------------------------------------- | --------------- | ---------- | ----- |
| 2017  | Defendant                               | Kim Seok        | Secundario |       |
| 2017  | Oh, the Mysterious (Doubtful Victory)   | Ki Myeon-joong  | Secundario |       |
| 2019  | Item                                    | Det. Seo Yo-han | Secundario |       |
| 2020  | Drama Special Season 11 - "Modern Girl" | Jong-suk        |            |       |
| 2022  | Bloody Heart                            |                 | Secundario |       |
| Prog. | Uncle Samsik                            | Ahn Gi-cheol    | Secundario | [ 8 ] |

### Películas
| Año  | Título       | Personaje | Notas                              | Ref.          |
| ---- | ------------ | --------- | ---------------------------------- | ------------- |
| 2017 | Method       | Young-woo | Principal                          |               |
| 2018 | Wretches     | Sang-chul |                                    |               |
| 2020 | Justice High | Jong-goo  | Junto a Jung Da-eun y Son Woo-hyun | [ 9 ] [ 10 ]  |
| 2021 | I Am Natural | Il-woo    |                                    |               |
| 2023 | Creyente 2   | Rock      |                                    | [ 11 ] [ 12 ] |

### Programas de variedades
| Año  | Título                   | Notas                |
| ---- | ------------------------ | -------------------- |
| 2017 | Buzzer Beater (버저비터) | Guardia del equipo Y |

### Teatro
| Año  | Título       | Papel       | Notas |
| ---- | ------------ | ----------- | ----- |
| 2016 | Let Me In    | Oscar       |       |
| 2017 | Bad Magnet   | Gordon      |       |
| 2017 | M. Butterfly | Song Liling |       |
| 2018 | Equus        | All Strong  |       |

### Reunión con fans
| Año  | Título                  | Notas                           | Ref.   |
| ---- | ----------------------- | ------------------------------- | ------ |
| 2017 | Introduction to Rookies | Junto a Song Kang y Lee You-jin | [ 13 ] |

## Premios y nominaciones
| Año  | Premio                 | Categoría              | Película | Resultado | Ref.  |
| ---- | ---------------------- | ---------------------- | -------- | --------- | ----- |
| 2018 | Chunsa Film Art Awards | Mejor actor revelación | Method   | Ganador   | [ 5 ] |
| 2018 | Wildflower Film Awards | Mejor actor revelación | Method   | Ganador   |       |
| 2018 | Buil Film Awards       | Mejor actor revelación | Method   | Nominado  | [ 6 ] |
| 2018 | Grand Bell Awards      | Mejor actor revelación | Method   | Nominado  | [ 7 ] |